# Singa keyserlingi
Singa keyserlingi är en spindelart som beskrevs av Henry Christopher McCook 1894. Singa keyserlingi ingår i släktet Singa och familjen hjulspindlar. Inga underarter finns listade i Catalogue of Life.